# 西蓮寺 (松戸市松戸)
西蓮寺（さいれんじ）は、千葉県松戸市にある真宗大谷派の寺院。なお約2キロ南の同市矢切に同名の寺があるが、そちらは真言宗豊山派の寺院である。

## 歴史
1594年（文禄3年）、杉浦家・近藤家（以降、「両家」とする。）の開基である。両家は矢喰村（現在の矢切）の住人で、三河国碧海郡刈谷（現・愛知県刈谷市）より釈順誓を招聘して寺を創建した。その後、1613年（慶長18年）に永井家の要請により、現在地に移転した。なお、現在の矢切にある真言宗豊山派の西蓮寺は1621年（元和7年）に創建されたものである。
幕末期は寺子屋が開設された。そういう経緯もあり、1873年（明治6年）に当寺を仮校舎とする「松戸小学校」（後の松戸市立中部小学校）が開校している。
当寺の本堂内陣の左の掛軸は教如である。真宗大谷派（東）の掛軸は左から「九字名号・阿弥陀如来・十字名号」で、浄土真宗本願寺派（西）の掛軸は左から「蓮如上人・阿弥陀如来・親鸞聖人」であるのが通常で、教如であるのは珍しいという。

## 交通アクセス
- 松戸駅より徒歩5分。